# 9. ceremonia wręczenia nagród David di Donatello
9. ceremonia wręczenia włoskich nagród filmowych David di Donatello odbyła się 26 lipca 1964 roku w antycznym teatrze greckim w Taorminie.

## Laureaci i nominowani
Laureaci nagród wyróżnieni są wytłuszczeniem.

### Najlepszy reżyser
- Pietro Germi - Uwiedziona i porzucona (tytuł oryg. Sedotta e abbandonata)

### Najlepszy producent
- Carlo Ponti - Wczoraj, dziś, jutro (tytuł oryg. Ieri, oggi, domani)
- Franco Cristaldi - Uwiedziona i porzucona (tytuł oryg. Sedotta e abbandonata)

### Najlepsza aktorka
- Sophia Loren - Wczoraj, dziś, jutro (tytuł oryg. Ieri, oggi, domani)

### Najlepszy aktor
- Marcello Mastroianni - Wczoraj, dziś, jutro (tytuł oryg. Ieri, oggi, domani)

### Najlepszy aktor zagraniczny
- Peter O’Toole - Lawrence z Arabii (tytuł oryg. Lawrence of Arabia)
- Fredric March - Siedem dni w maju (tytuł oryg. Seven Days in May)

### Najlepsza aktorka zagraniczna
- Shirley MacLaine - Słodka Irma (tytuł oryg. Irma la Douce)

### Najlepszy film zagraniczny
- Lawrence z Arabii (tytuł oryg. Lawrence of Arabia, reż. David Lean)

### Nagroda Targa d'oro
- Mario Cecchi Gori
- Catherine Spaak
- Universal International